# Koenigsegg Agera
Koenigsegg Agera är en supersportbil från Koenigsegg som började att produceras 2010. Den är efterträdare till CCX/CCXR.

## Tekniska specifikationer
- Motor: V8 i aluminium på 5,0 l, fyrventilsteknik, dubbla överliggande kamaxlar, dubbelturbo
- Effekt: 940 hk vid 6900v/min
- Vridmoment: 1100 Nm vid 4 000 v/min
- Acceleration: 0–100 km/h (0–62 mph) 3,0 s
- Toppfart: 395+ km/h (245+ mph)
- Bromssträcka: 30,5 meter (100–0 km/h)
- Bränsleekonomi: 14,7 l/100 km blandad körning

## Agera R
Koenigsegg Agera R är en bilmodell som offentliggjordes av Koenigsegg på Genèvesalongen 2011 och började produceras samma år. Den liknar i allt väsentligt Koenigsegg Agera, men har en modifierad motor för att kunna köras på E85. Med E85 levererar motorn 1 115 hk (2011) för att som modell 2012 leverera ytterligare 25 hk och då alltså 1140 hk.
Agera R satte sex världsrekord 2012 när man testade officiellt. De var som följer:
- 0–300 km/h: 14,53 s
- 300–0 km/h: 6,66 s
- 0–300–0 km/h : 21,19 s
- 0–200 mph: 17,68 s
- 200–0 mph: 7,28 s
- 0–200–0 mph: 24,96 s

## Hundra

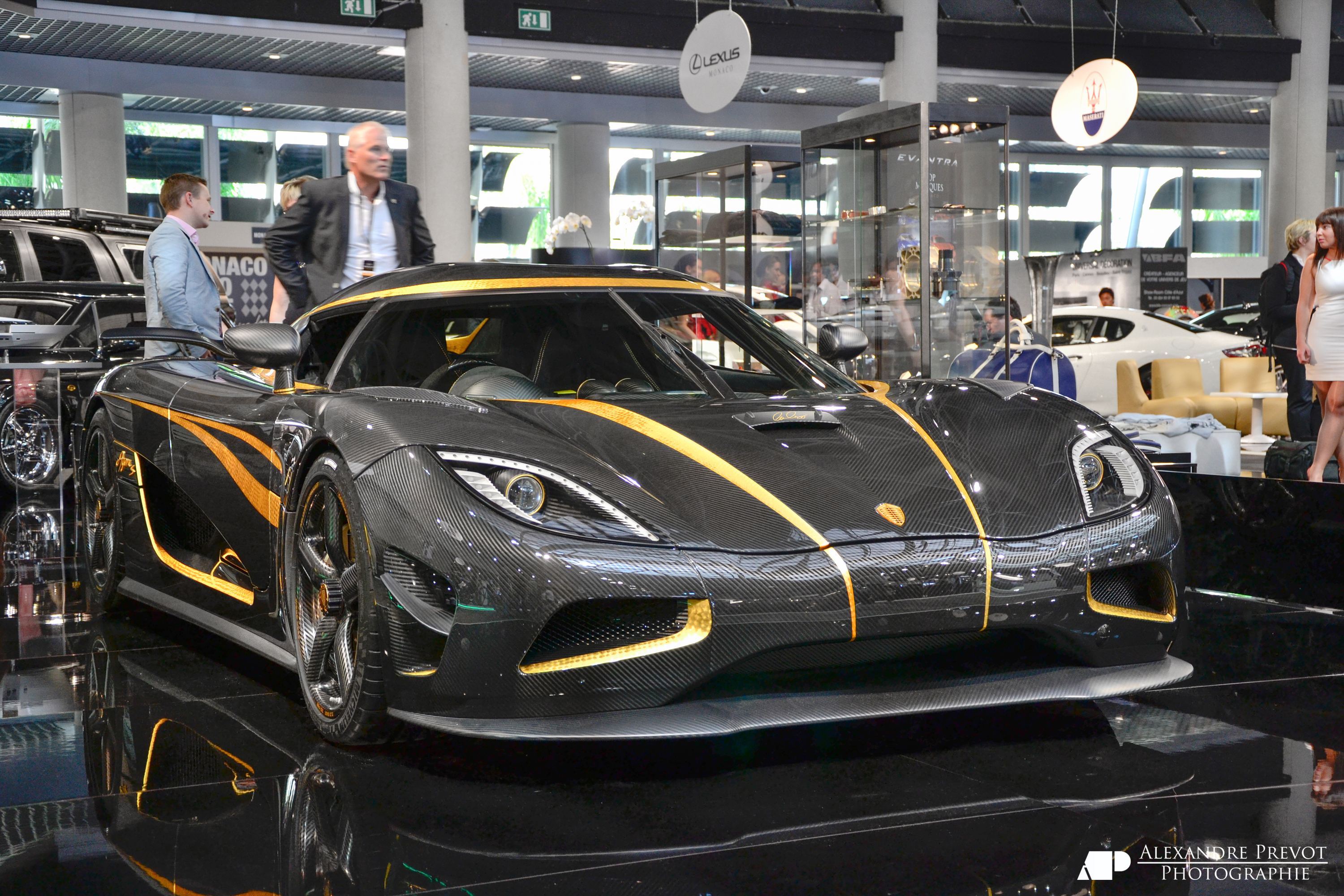
Koenigsegg Agera S Hundra.

Koenigsegg Agera S Hundra tillverkades för att fira att den hundrade bilen byggts. Den är gjord i kolfiber och belagd med 24 karats bladguld. Det är samma motor som Koenigsegg Agera S 1030hp från 5-liters Bi -turbo V8.